# Allamanda
Allamanda is de botanische naam van een geslacht van tropische heesters, bomen of slingerplanten. Het geslacht is vernoemd naar de Zwitserse botanicus Frédéric-Louis Allamand (1735-1803). Er zijn zo'n vijftien soorten bekend, waarvan het grootste deel uit het noordoosten van Zuid-Amerika (Brazilië en Guyana) stamt. Sommige soorten, waaronder Allamanda cathartica, worden gebruikt als tuin- of kamerplanten.
De planten hebben prachtige, grote, gele of violette bloemen, en staan daarom ook wel bekend als Gouden trompet. Ze hebben uitgerekte, aan beide uiteinden toegespitste eironde bladeren, meestal drie of vier bij elkaar.

## Soorten
- Allamanda alagoana J.W.Alves-Silva & T.S.Coutinho
- Allamanda angustifolia Pohl
- Allamanda blanchetii A.DC.
- Allamanda calcicola Souza-Silva & Rapini
- Allamanda cathartica L.
- Allamanda doniana Müll.Arg.
- Allamanda laevis Markgr.
- Allamanda martii Müll.Arg.
- Allamanda nobilis T.Moore
- Allamanda oenotherifolia Pohl
- Allamanda polyantha Müll.Arg.
- Allamanda puberula A.DC.
- Allamanda schottii Pohl
- Allamanda setulosa Miq.
- Allamanda thevetifolia Müll.Arg.
- Allamanda weberbaueri Markgr.